# Oreotrochilus chimborazo
Estrela-do-chimboraço, colibri-equatoriano ou estrela-do-chimboraço (Oreotrochilus chimborazo) é uma espécie de beija-flor da família Trochilidae.
Pode ser encontrada nos seguintes países: Colômbia e Equador.
Os seus habitats naturais são: campos rupestres subtropicais ou tropicais.